# Жолдак, Алексей Иванович
Алексей (Олесь) Иванович Жолдак (1918—2000) — украинский и советский поэт, переводчик и сценарист, сатирик, юморист. Член Союза писателей СССР с 1961 года. Отец писателя и драматурга Богдана Жолдака.

## Биография
Из крестьян. Окончил Запорожский педагогический институт (1940).
Работал в редакции газеты «Комсомолець Запоріжжя». Участник Великой Отечественной войны.
После окончания войны работал в редакциях газет «Червоне Запоріжжя», «Радянська Україна», «Літературна Україна», в Гослитиздате Украины и украинском сатирическо-юмористическом журнале «Перець».
Член КПСС.
Похоронен на Байковом кладбище в Киеве.

## Творчество
Творческая биография О. Жолдака началась ещё до войны, когда в 1937 году он стал печататься в прессе. Автор сценариев для студии «Укртелефильм», сборников лирических, сатирических и юмористических стихов.
Стихи О. Жолдака отразили события военного времени, трудовое воодушевление мирных лет, проникнуты чувством человечности и добра. Жолдак-юморист обращал внимание и на окололитературную суету, гротескно изобразив типаж ловкача, находчивого дельца от литературы, и забронзовевшего в раздутых амбициях наставника молодой литературной смены, поражённого болезнью неизличимого менторства, и человека, перевыполняющего план по производству литературы и радует себя новыми свершениями, не замечая, однако, того обстоятельства, что занимается не своим делом. Литературной пародии О. Жолдака характерна точность в копировании стиля пародируемого автора.

## Избранные произведения
- «Орлята» (1953),
- «Відколювання номерів» (1960),
- «Перевесло» (1964),
- «Вибрики Пегаса» (1968),
- «Рівновага» (1978),
- «Маститі мастаки» (1983).

Стихи поэта переводились на русский и белорусский языки.
Олесь Жолдак также работал в жанре художественного перевода с русского, белорусского, сербохорватского, польского и других языков.

## Награды
- Орден Отечественной войны II степени,
- Орден Красной Звезды(дважды),
- медали СССР
- Литературная премия имени Остапа Вишни
- Грамота Президиума Верховного Совета УССР.